# Єнтальцева Олександра Василівна
Єнтальцева Олександра Василівна (Лісовська) ( 1790 — 24 липня 1858) —  дружина декабриста Єнтальцева Андрія Васильовича, поїхала за чоловіком до Сибіру. У першому шлюбі була нещасною, чоловік був гравцем.
Приїхала за Єнтальцевим у Читинський острог в травні 1827 року. Олександра Василівна приїхала до Чити незабаром після Муравйової. В червні 1828 року Єнтальцева перевели до Березова Тобольської губернії (тепер Тюменська область). 2 листопада 1829 року за клопотанням сестри Є.В. Сікстель дозволено перевести у Ялуторовськ. За кілька років до своєї смерті чоловік Єнтальцевої зійшов з розуму. Олександра Василівна возила чоловіка лікуватися до Тобольська, але безрезультатно. Після його смерті їй було заборонено покинути Сибір, вона залишилася в Ялуторовську і отримувала на своє утримання на загальної підставі з казначейства 400 рублів асигнаціями на рік і за особливим височайшим повелінням з Кабінету по 250 рублів асигнаціями. Цей посібник (185 рублів 70 копійок сріблом)  було збережено за нею довічно і після повернення до Європейської Росії після маніфесту про амністію 26 серпня 1856 року. Після повернення жила у Москві, де й померла.
Від першого шлюбу була дочка.